# Niccolò Sabbatini
Niccolò Sabbatini (ur. 1574 Pesaro, zm. 25 grudnia 1654 tamże) – włoski architekt i dekorator teatralny epoki baroku. Wpłynął na rozwój dekoracji teatralnej w XVII wieku opisując zasady budowy teatru oraz maszyn używanych przy inscenizacjach.

## Życiorys
Zawodowo związany był z dworem rodu Rovere. W 1631 zaprojektował salę teatralną w pałacu Dożów w Wenecji. W latach 1637–1638 związany był ze stowarzyszeniem przy Teatro del Sole.

## Dzieła
- 1637-1638: Pratica di fabricar scene e machine ne' teatri
- 1642: Taccuino: macchine da teatri